# Andolsheim
Andolsheim település Franciaországban, Haut-Rhin megyében. Lakosainak száma 2196 fő (2022. január 1.). Andolsheim Sundhoffen, Horbourg-Wihr, Bischwihr, Fortschwihr és Widensolen községekkel határos.

## Népesség
A település népességének változása:
| Lakosok száma | 2217 | 2170 | 2245 | 2162 | 2172 | 2182 | 2192 | 2195 | 2196 |
|               | 2013 | 2015 | 2016 | 2017 | 2018 | 2019 | 2020 | 2021 | 2022 |